# Adam Schadee
Adam Schadee (Wamel, 28 juli 1862 - Parijs, 18 december 1937) was tussen 1891 en 1927 een vooraanstaand architect in dienst van de gemeente Den Haag.

## Biografie

### Opleiding
Schadee kreeg zijn opleiding aan de Academie van Beeldende Kunsten en Technische Wetenschappen in Rotterdam, studeerde vervolgens een jaar in Brussel en haalde een architectendiploma aan de Académie des beaux-arts te Parijs.

### Loopbaan
Aan het eind van de negentiende eeuw groeide het aantal inwoners van de gemeente Den Haag explosief: van 100.000 in 1876 naar 400.000 in 1926. De groei werd met name veroorzaakt door de industrialisatie en door verstedelijking als gevolg van een landbouwcrisis tussen 1878 en 1895. In Scheveningen speelde in het bijzonder de groei van zeevisserij en het strandtoerisme een belangrijke rol. In de negentiende eeuw toonde de lokale overheid lange tijd weinig interesse in woningbouw, met als gevolg sloppenwijken waar mensen in erbarmelijke en ongezonde omstandigheden woonden. Dit begon pas rond 1890 te veranderen. Een belangrijke taak was weggelegd voor Gemeentewerken Den Haag, een gemeentelijke dienst voor openbare werken, die in 1636 was opgericht — weliswaar onder een andere naam — en waarvan de wortels zelfs teruggingen tot deTachtigjarige Oorlog. Gemeentewerken ging een belangrijke rol spelen bij de ontwikkeling en bouw van onder meer volkshuisvesting, infrastructuur,  schoolgebouwen en fabrieken. De functie van stadsarchitect kende Den Haag al langer, maar vanaf 1890 was de stadsarchitect tevens algemeen-directeur van Gemeentewerken. De eerste in die functie was Isaac Lindo, die meer deskundigheid aantrok voor zijn organisatie, die onder meer grote fabrieken moest gaan ontwerpen, iets waar nog weinig ervaring mee was opgedaan. De jonge, in Parijs afgestudeerde Adam Schadee haalde hij in 1891 binnen als bouwkundige. Schadee maakte snel naam en werd een van de belangrijkste medewerkers van Lindo. In 1906 werd Schadee benoemd tot chef van de ontwerpafdeling, die steeds meer werkopdrachten kreeg. Ook toen Lindo in 1917 als algemeen-directeur werd opgevolgd door Jan Lely (1883-1945), bleef Schadee de belangrijkste ontwerper van Gemeentewerken. Hij zou dit blijven tot zijn pensionering in 1927. Schadee ontwierp honderden Haagse bouwwerken, groot en klein. Echter de tweede gasfabriek aan het Trekvlietplein (ontwerp ir. Visser) en poortgebouw en dienstwoningen zijn een ontwerp van de bouwkundige Paul du Blois, deze laatste in dienst bij de gasfabriek. Daarmee heeft hij een groot stempel op het stadsbeeld gedrukt. Veel van zijn gebouwen kregen de status van gemeentelijk- of rijksmonument. Bij zijn afscheid ontving hij de hoogste eer die de stad hem kon geven, de Gouden erepenning van verdiensten van de stad Den Haag en het daarbij behorend ereburgerschap.

## Werken

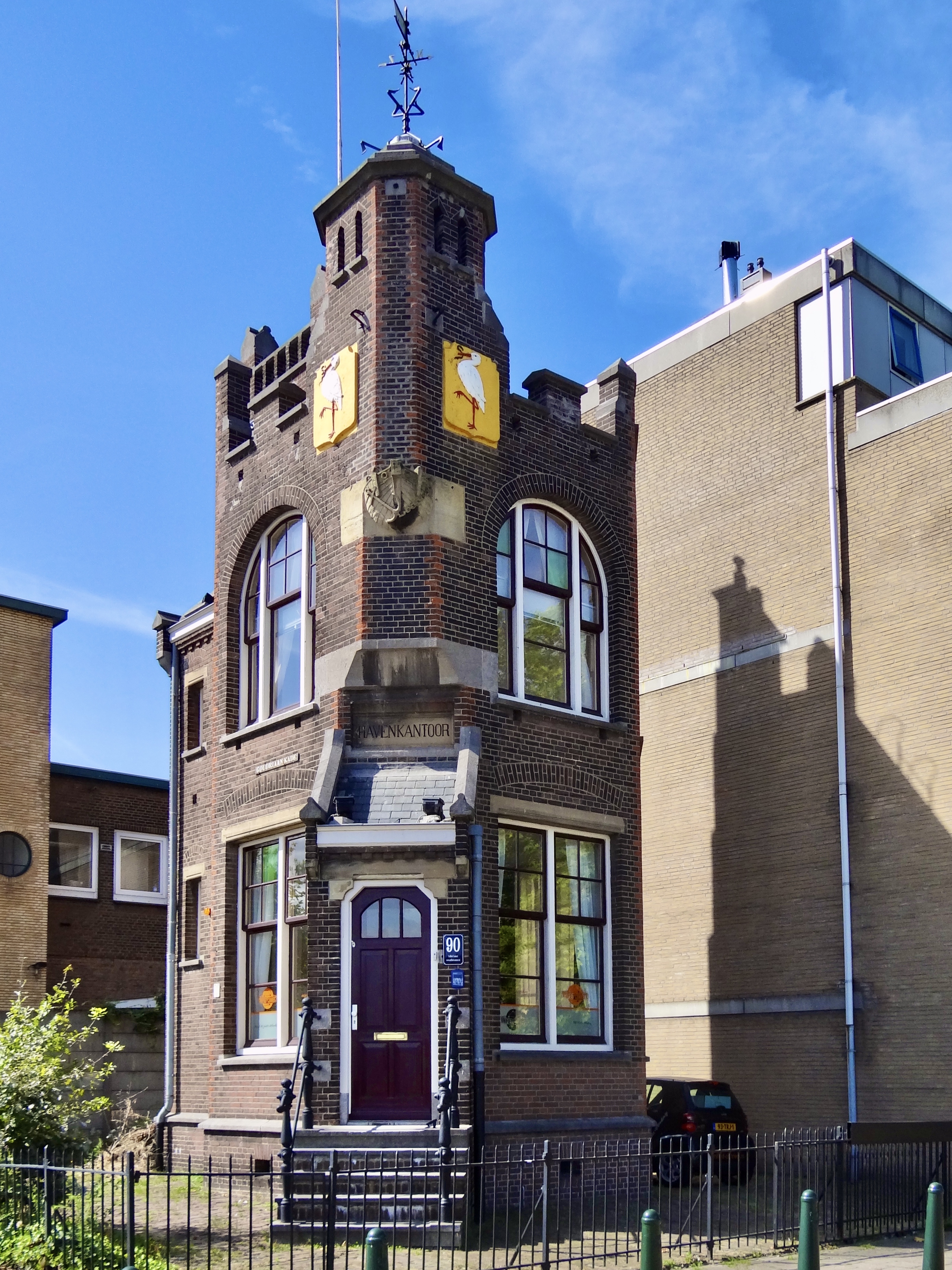
1900: Havenkantoor, Goudriaankade
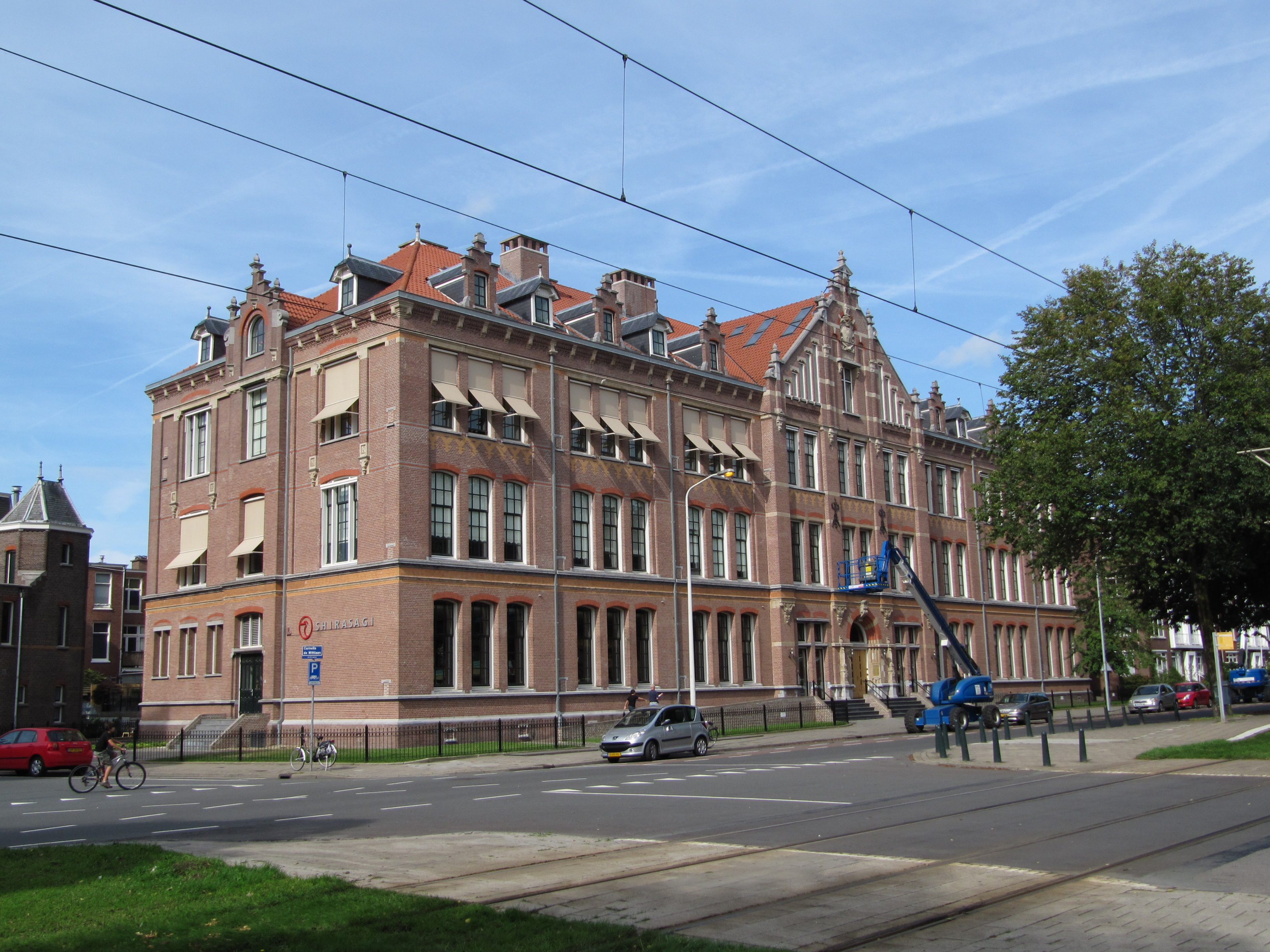
1902: Hogere Burgerschool voor Jongens, Stadhouderslaan
1906: Remise Frans Halsstraat
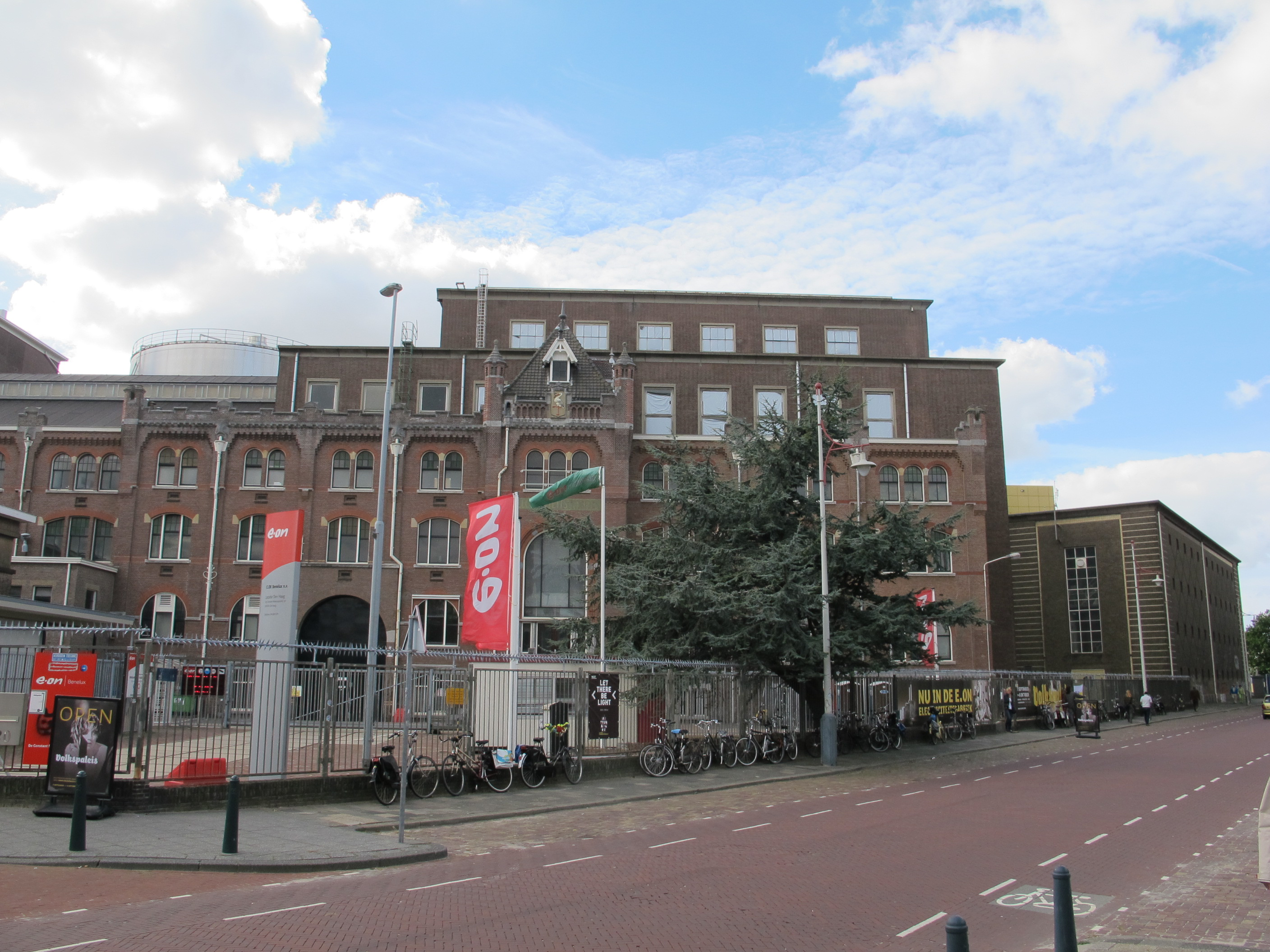
1906: Electriciteitscentrale, De Constant Rebecqueplein
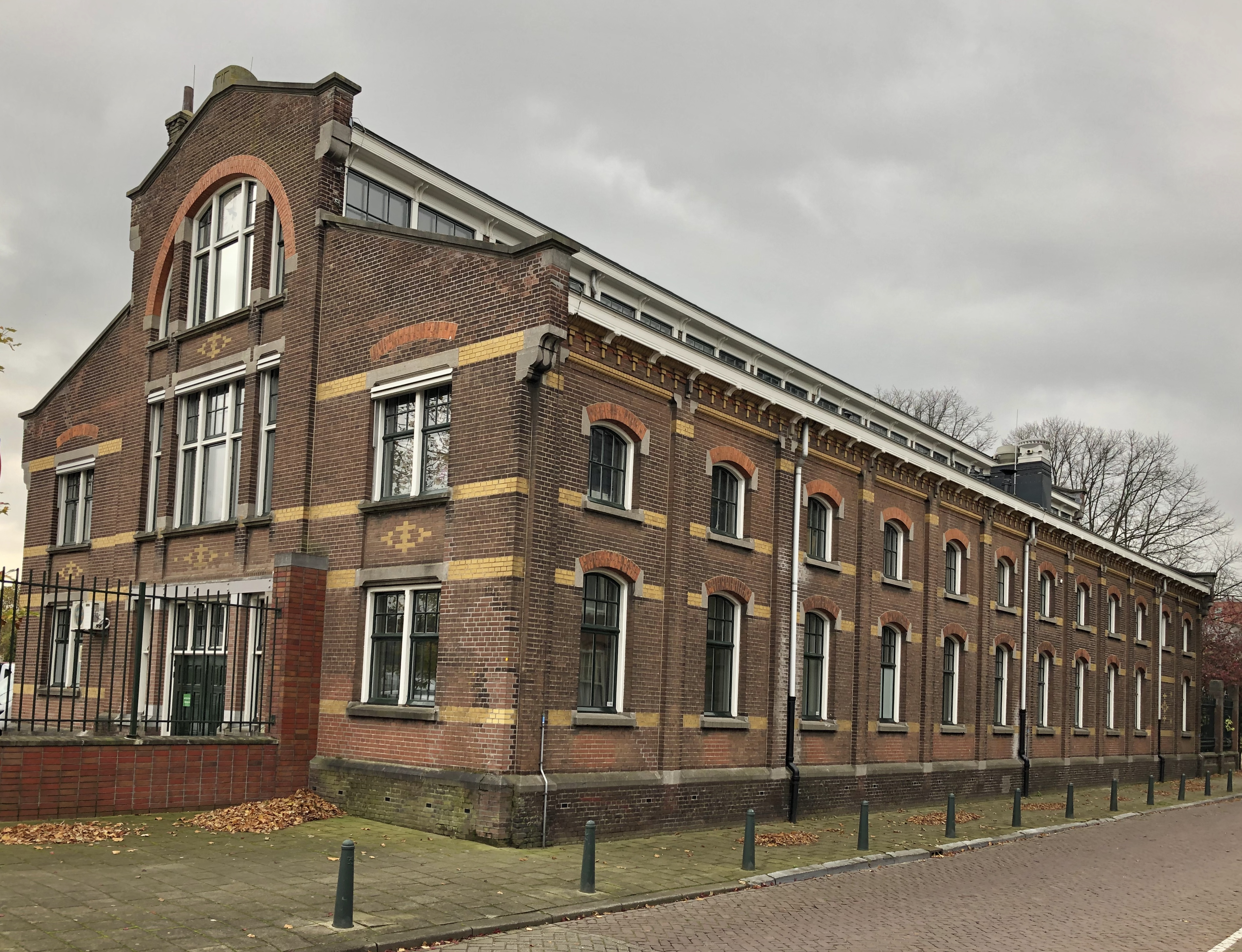
1907: Tweede Gemeentelijke Gasfabriek, Trekvlietplein
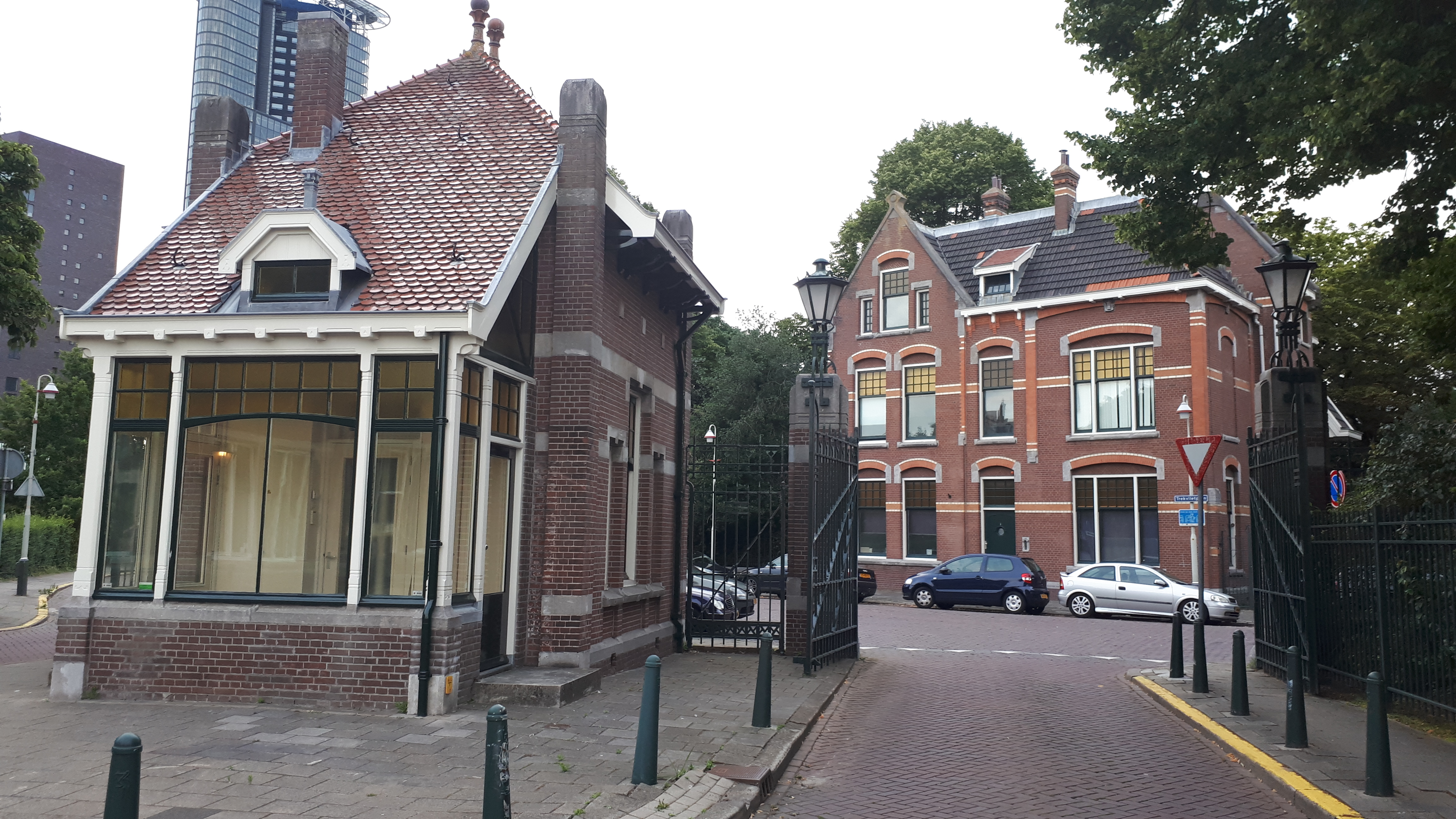
1907: Poortgebouw en dienstwoningen Gasfabriek
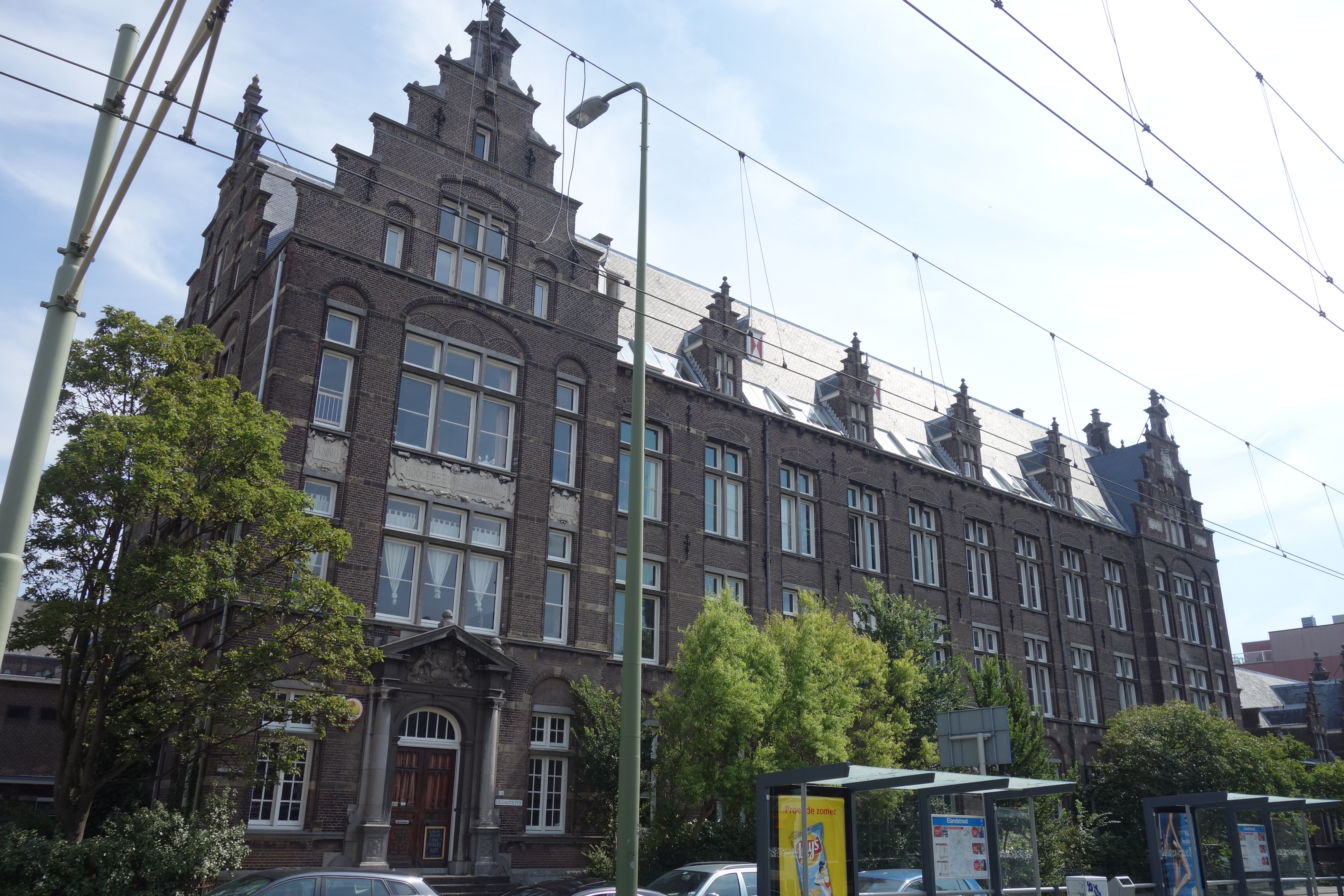
1907: Hogere burgerschool, Waldeck-Pyrmontkade
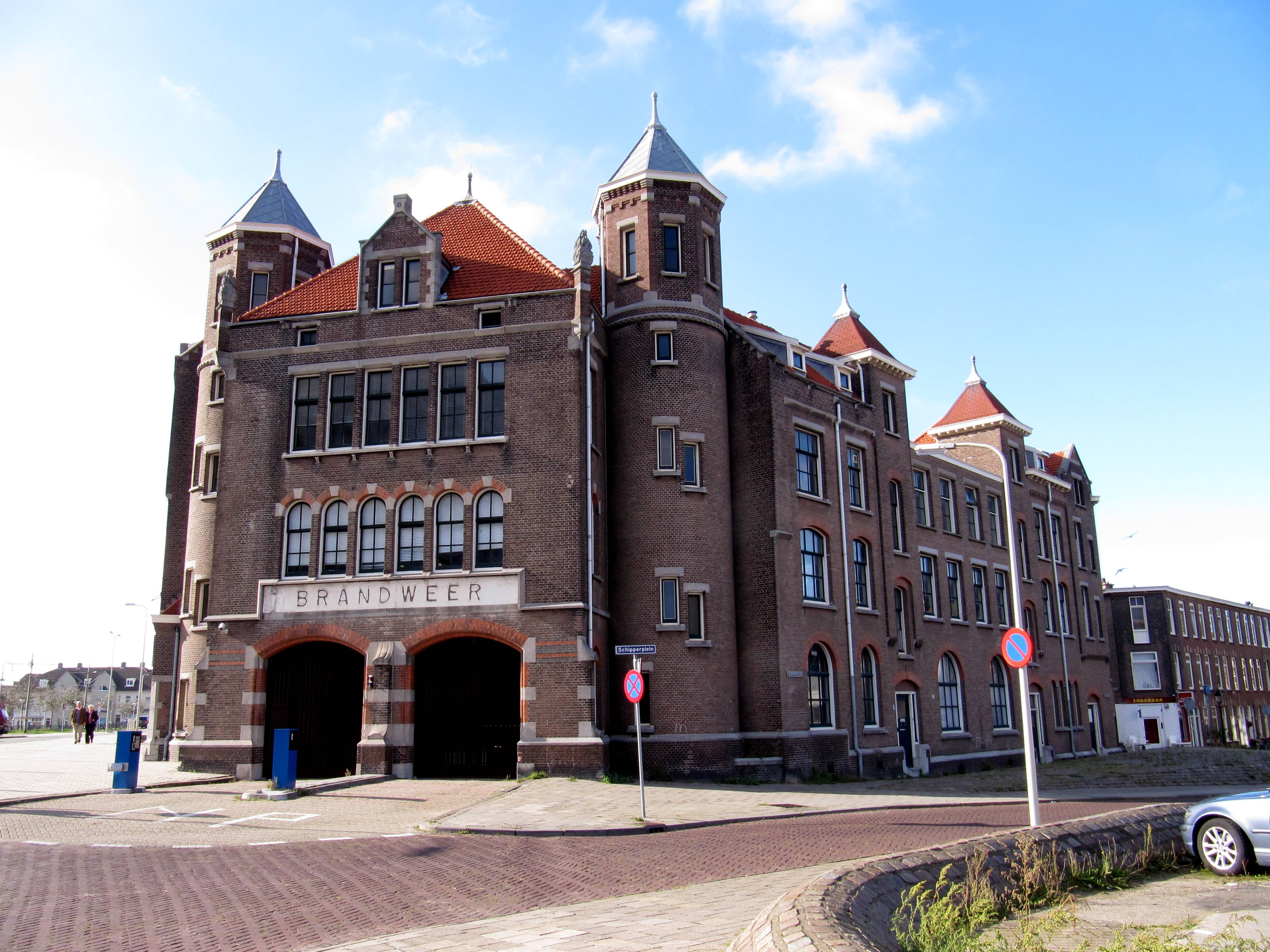
1909: Brandweerkazerne en politiebureau, Duinstraat
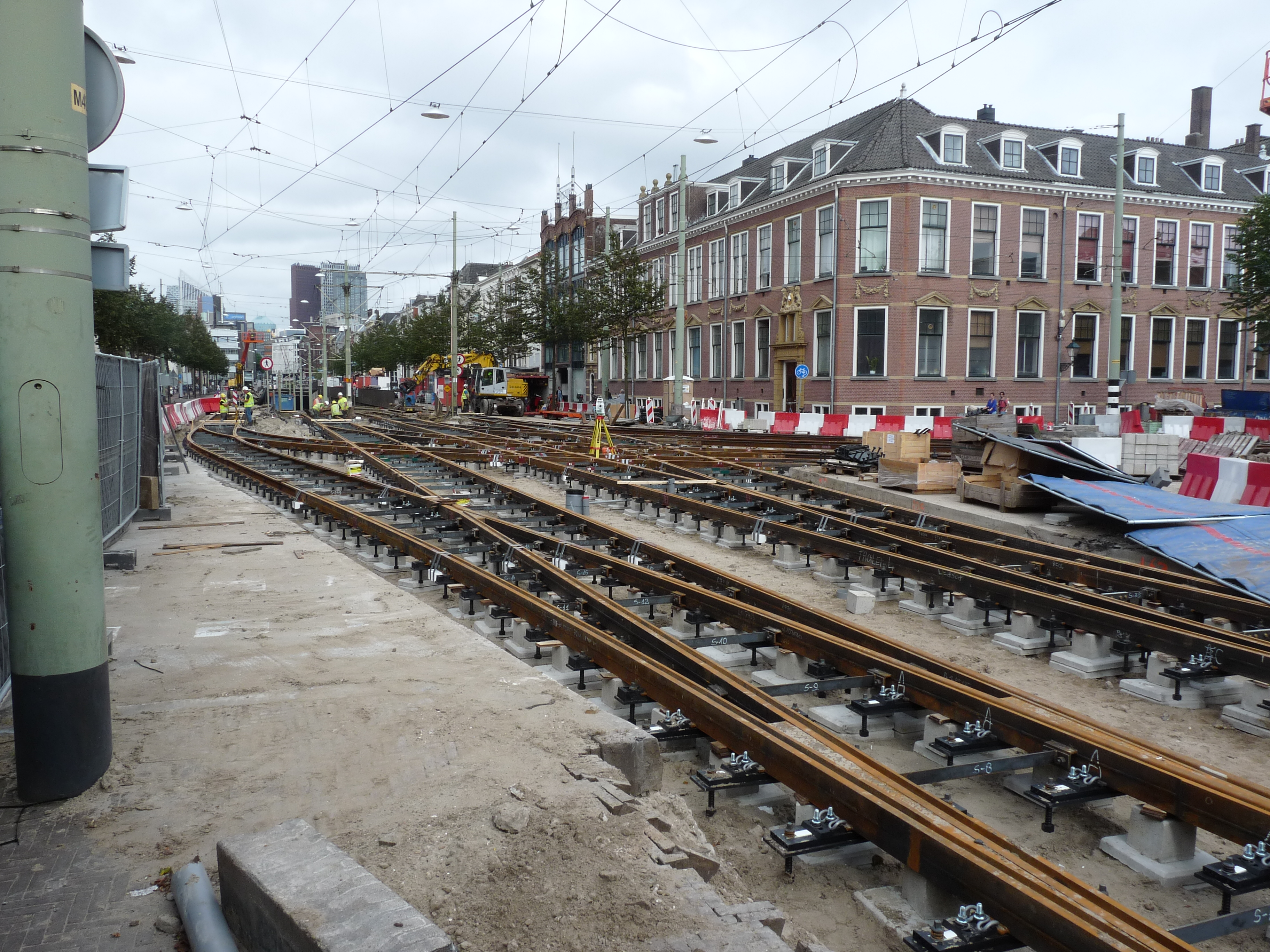
1910: Gemeentelaboratorium, Prinsegracht
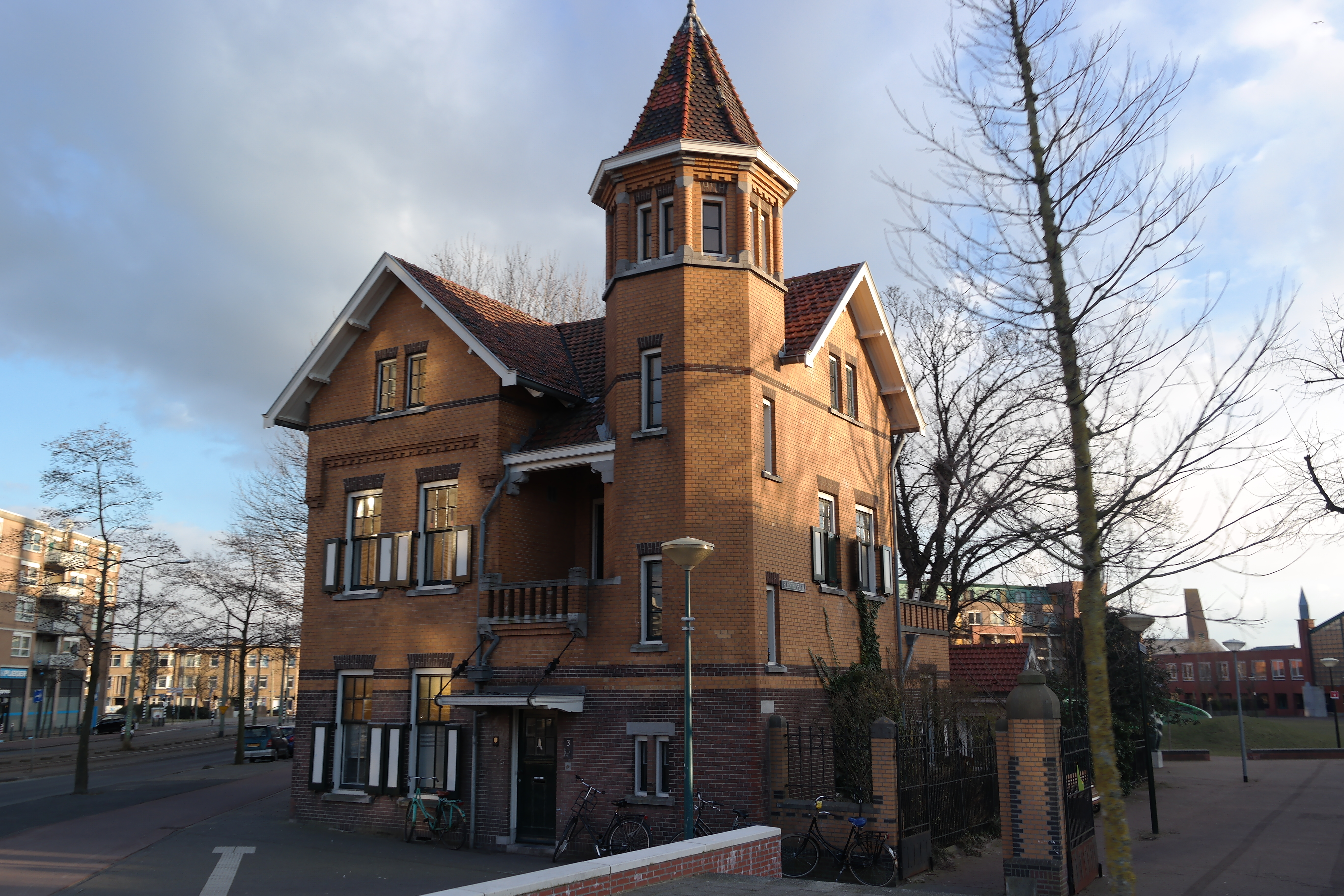
Poortgebouw van het slachthuisterrein, Neherkade
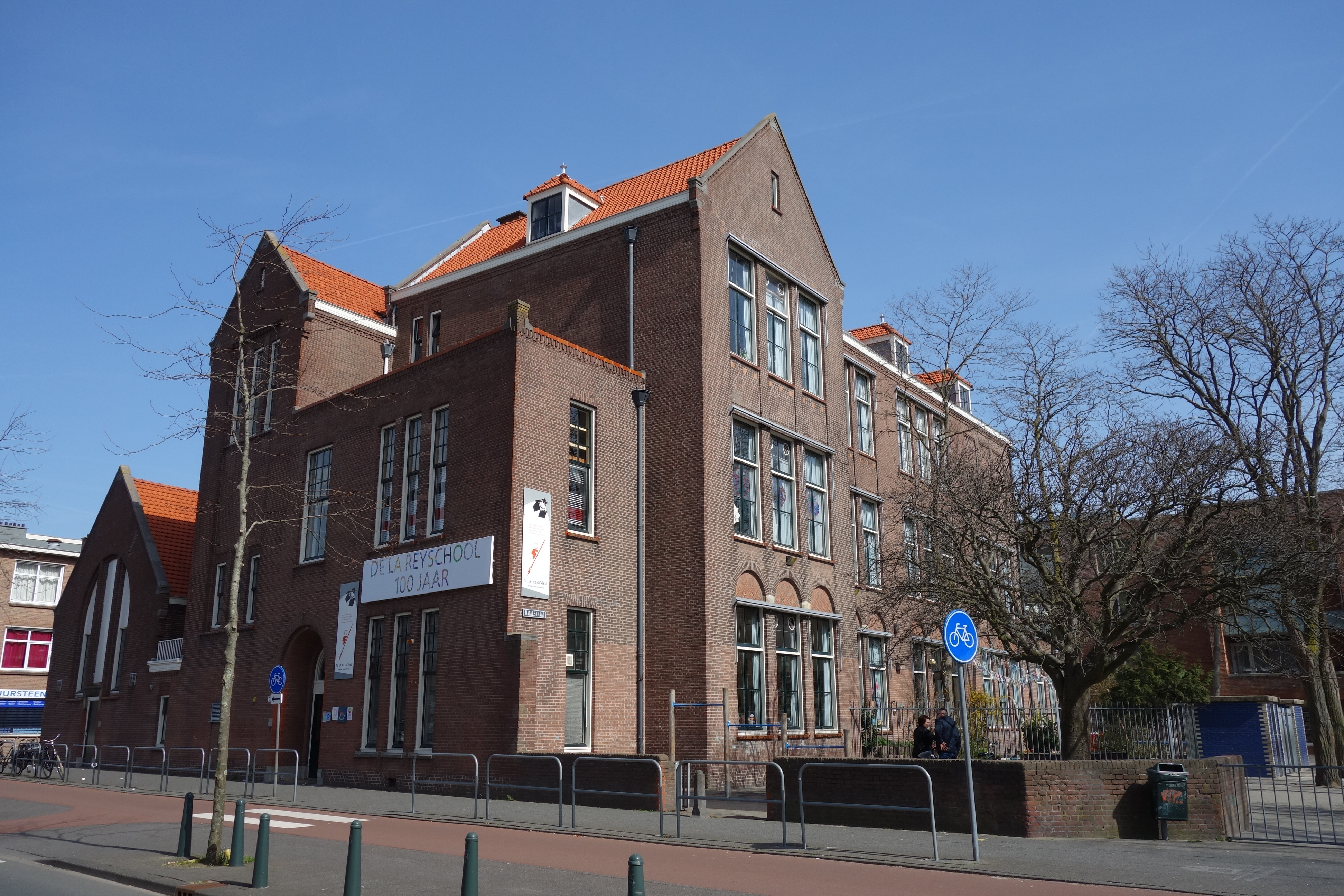
1915: Schoolgebouw, De La Reyweg
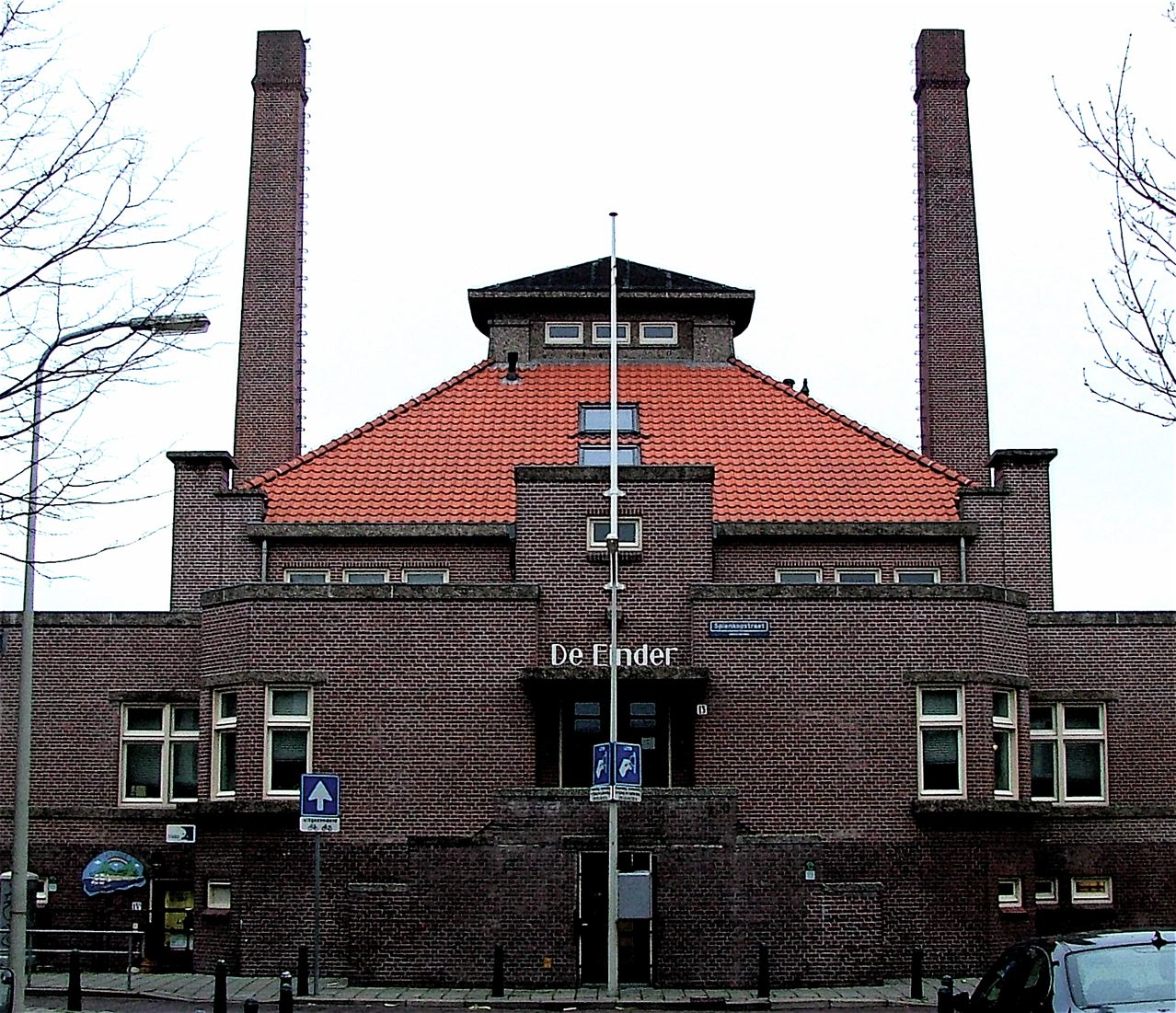
1925: Gemeentelijk badhuis, Spionkopstraat